# Psila nartshukae
Psila nartshukae är en tvåvingeart som beskrevs av Iwasa 1991. Psila nartshukae ingår i släktet Psila och familjen rotflugor. Inga underarter finns listade i Catalogue of Life.